# Żebry-Laskowiec
Żebry-Laskowiec ʐɛbrɨ laskɔvjɛt͡s es una aldea en el distrito administrativo de Gmina Nur, dentro del condado de Ostrów Mazowiecka, Voivodato de Masovia, en el centro-este de Polonia. Se encuentra aproximadamente a 3 kilómetros al noreste de Nur, a 32 km al sureste de Ostrów Mazowiecka y a 105 km al noreste de Varsovia.

## Historia
El pueblo fue fundado probablemente en el siglo XV por la nobleza de la capa Jasieńczyk , que dio nombre al Żebrowskimi. Laskowski redimido por el escudo de armas KORAB, que heredaron aquí por lo menos hasta finales del siglo XVIII la familia, los llamados Zebry Laskowiec.
En 1578 el propietario de la aldea era Paul Laskowski, Czesnik nurski (desde 1557). En este momento, la casa del pueblo. Allí vivieron también campesinos, también había una granja.
En el siglo XVII, parte del pueblo poseía Tymińskich. A finales del siglo XVIII. Michael se menciona con Laskowski, la captura de Vinnytsia.
A mediados del siglo XVIII que heredaron aquí Laskowscy y Tymińscy. De Leon Tyminski parte del pueblo comprado Lawrence Łuniewski, ujier Ossolinskich en Ciechanowiec, agente judicial nurski.
Los datos de 1784 indican los siguientes, propietarios parciales: Bogacki, Laskowscy, Łuniewski, Stokowski, Tyminski.
En 1827 se contaban 23 casas y 186 habitantes.
En 1891. En las costillas que fue de 35 campesinos y 13 drobnoszlacheckich equipo.
En el momento del censo de 1921. En las costillas que se muestran a 75 casas y 453 habitantes. Ella vivió aquí 45 un grupo de Judíos.
En el período de entreguerras el pueblo pertenecía a los pueblos más grandes de la zona. Carpenter J. Kulicki. Dos molinos de viento eran propiedad de A. trompetas y S. Uścińskiego.
En agosto de 1944. Durante la pacificación del pueblo por los ocupantes nazis que murieron m.in:. Biernacka Jadwiga (60), Fiedorczuk Kazimierz (41), Władysław Laskowski (55), Murawska Félix (48), Murawska Bronislaw (45) Popławska , Popławska Celina (20) Orphan Anna (50), Suligowska Stanislas (22), Terlikowska Stefania (14), Tymińska Barbara (40), Uścińska Vincent (45) Uścińska Iwona (16), Uściłowska Joseph (47).